# Tarenna stenantha
Tarenna stenantha är en måreväxtart som beskrevs av Elmer Drew Merrill. Tarenna stenantha ingår i släktet Tarenna och familjen måreväxter. Inga underarter finns listade i Catalogue of Life.